# CB Canarias
Club Baloncesto 1939 Canarias is een basketbalteam uit San Cristóbal de La Laguna, Spanje. Ze spelen in de professionele league van de ACB. De club werd opgericht in 1939. In 1994 werd de club opgeheven vanwege financiële problemen. In 1994 maakte de club een doorstart onder de naam CB 1939 Canarias. Het team wordt gesponsord door La Laguna.

## Bekerwinsten
- Europese competities
  - Basketball Champions League winnaars: 2017, 2022
  - Intercontinental Cup: winnaars: 2017, 2020, 2023
- Spaanse competitie
  - Trofeo Gobierno de Canarias: winnaars: 2009, 2011

## Sponsor namen
- 1970-1975 Universidad Canarias Pepsi
- 1975-1980 Caja Rural Canarias
- 1982-1984 Cofisa Canarias
- 1984-1985 Lucky Canarias
- 1985-1991 CajaCanarias
- 1995-1996 AutoLaca Canarias
- 1996-1998 Bodegón Juanito Canarias
- 1998-1999 Canarias Yamaha
- 1999-2001 Ciudad de La Laguna
- 2001-2010 Organización Socas Canarias
- 2001-2010 Organización Socas Canarias
- 2010-2011 Isla de Tenerife Canarias
- 2011-2012 Iberostar Canarias
- 2013-2021 Iberostar Tenerife
- 2021-2024 Lenovo Tenerife
- 2024-heden La Laguna Tenerife

## Bekende (oud)-coaches
- Fotios Katsikaris

## Bekende (oud)-spelers
| - Leandro Bolmaro - Pierre-Antoine Gillet - Adin Vrabac - - Aaron Doornekamp - Carl English | - Ilimane Diop - Spencer Butterfield |